# 체급
체급(體級, weight class)은 경기자의 체중에 따라 나눈 등급을 말한다. 씨름, 권투, 유도, 레슬링, 종합격투기와 같은 다양한 격투 시합이나 역도 등에 사용된다. 이는 몸집이 큰 선수들이 많은 이점을 받는 스포츠에서, 몸집이 작은 선수들이 제외되는 것을 막아준다. ‘부드러움으로 강함을 제압한다’는 것을 취지로 하는 유도 등의 전통 무술에서는 처음에 체급을 도입하는 것에 반발이 있었다.
체급의 존재는 체중 감량을 부흥시켰다. 보통 같은 체급이라면 덩치가 큰 선수가 유리하다고 여겨지기 때문에, 어떤 선수들은 계체 전에 식이요법과 탈수를 통해서 정해진 체중에 맞춘다.

## 같이 보기
- 종합격투기의 체급
- 권투의 체급
- 태권도의 체급
- 가라데의 체급
- 킥복싱의 체급
- 슛복싱의 체급
- 무에타이의 체급
- 유도의 체급
- 프로레슬링의 체급
- 레슬링 (아마추어)의 체급
- 스모 (아마추어)의 체급